# Celastrus approximatus
Celastrus approximatus är en benvedsväxtart som beskrevs av William Grant Craib. Celastrus approximatus ingår i släktet Celastrus och familjen Celastraceae. Inga underarter finns listade.